# Paolo Cammarosano
Paolo Cammarosano (Forlì, 8 dicembre 1943) è uno storico italiano.

## Biografia
Allievo presso la Scuola Normale Superiore di Pisa di storici quali Ottorino Bertolini, Giovanni Miccoli e Cinzio Violante, ha successivamente insegnato storia medievale all'Università di Trieste. Autore di importanti lavori di sintesi di storia medievale, ha studiato in particolare il rapporto tra città e campagne, tra istituzioni ecclesiastiche e laiche, l'economia e in particolare la struttura della finanza pubblica, le questioni legate alla cultura scritta e alle fonti.

## Opere principali
- Le campagne nell'età comunale, Torino, Loescher, 1974
- La famiglia dei Berardenghi, Spoleto, Centro italiano di studi sull'alto Medioevo, 1974
- Italia medievale: struttura e geografia delle fonti scritte, Roma, La Nuova Italia Scientifica, 1991 (poi Roma, Carocci, 2016)
- Nobili e re: l'Italia politica dell'alto Medioevo, Roma-Bari, Laterza, 1998
- Storia dell'Italia medievale: dal VI all'XI secolo, Roma-Bari, Laterza, 2001
- Guida allo studio della storia medievale, Roma-Bari, Laterza, 2004
- Economia politica classica e storia economica dell'Europa medievale, Trieste, CERM, 2020
- Giudizio umano e giustizia divina. Una lettura storica della "Commedia" di Dante, Trieste, CERM, 2021